# Damisel·la blava
La damisel·la blava (Calopteryx virgo) és una espècie d'odonat zigòpter de la família Calopterygidae. Es troba sovint en rius i rierols europeus d'aigües netes i ben oxigenades, incloent-hi Catalunya. En alguns indrets també és coneguda com a cavallfust o cavall de serp.

## Descripció

### Ous i larves
Les femelles posen fins a 300 ous alhora en plantes emergents o flotants. Com altres zigòpters, sovint se submergeixen per fer-ho. Després d'uns 14 dies neixen les larves, les quals es desenvolupen durant un període de dos anys entre la vegetació submergida i les arrels. Ells normalment passen l'hivern dins del fang o llot.
Les larves es desenvolupen al llarg de 10 a 12 etapes, cadascuna de les quals té lloc entre mudes. La longitud de cos és variable i depèn de les condicions mediambientals. A l'etapa final les larves fan uns 3.5 - 4.6 mil·límetres i pesen aproximadament 4 mil·ligrams.

### Adult

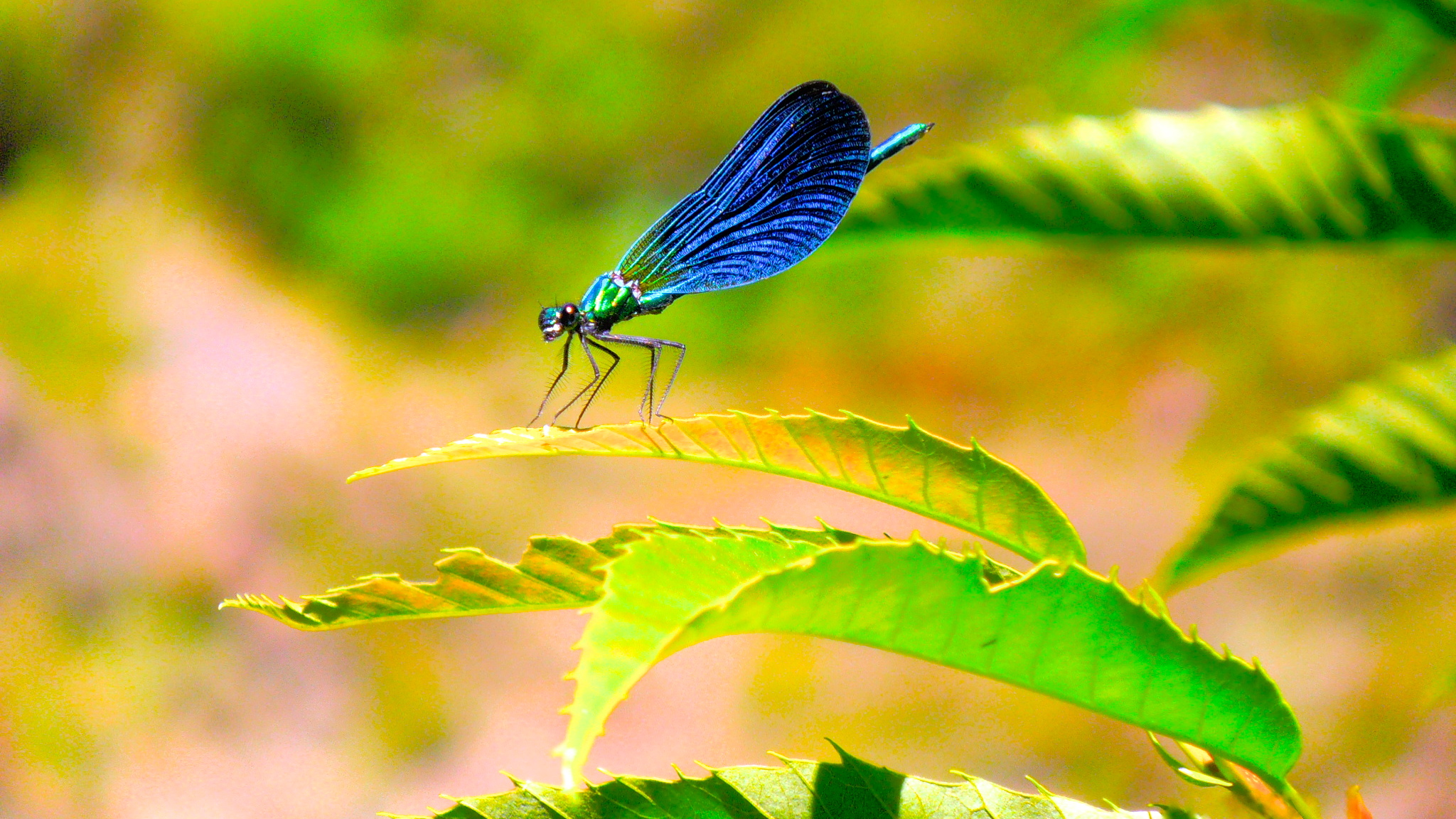
Mascle C. virgo Descansant en una fulla

Els mascles normalment tenen molt més pigmentades les ales que altres espècies de Calopteryx.
Al sud-est de la seva àrea de distribució (els Balcans i Turquia) les ales són enterament de color blau metàl·lic mentre en altres zones, hi ha àrees clares a la base i a la punta de l'ala. Els insectes immadurs sovint tenen les ales més pàl·lides i marronoses. Tenen el tòrax i l'abdomen de color blau-verd metàl·lic i els ulls verds.
La femella té el tòrax i l'abdomen de color verd metàl·lic i les ales marronoses amb una taca blanca a la punta de les ales (pterostigma).

## Distribució
La distribució de la damisel·la blava cobreix tot Europa a excepció del sud-oest de la península Ibèrica, les Illes Balears i Islàndia. Al nord de la costa mediterrània africana es poden trobar poblacions al Marroc i Algèria. Ocasionalment poden ser trobats fins a 1,200 metres dins altitud, com en els Alps.

## Hàbitat

### Biòtop
La damisel·la blava viu principalment prop en petits i mitjans corrents d'aigua. Prefereixen una aigua amb baixa temperatura i un flux moderat o ràpid. L'aigua no ha de ser rica en nutrients. A la part del nord de la seva àrea de distribució, com Noruega i Finlàndia, també es troba en rius amb corrents més grans. Les aigües són normalment pròximes a boscos.

### Hàbitat de les larves
Les larves viuen en els corrents esmentats abans i són dependents de les plantes aquàtiques. Les larves necessiten les tiges i fulles, especialment en àrees amb corrents més forts per aguantar-se. Per això és extremadament rar trobar-les dins ubicacions estèrils o àrees amb un fons de pedra llis. Viuen en àrees tranquil·les entre fulles caigudes o en arrels de la vegetació.
Només en casos molt rars les larves són presents en aigües estancades. El substrat del riu té una importància molt menor, perquè les larves resideixen principalment entre la vegetació.
Un altre factor important és l'oxigen en l'aigua. Les larves són molt més sensibles a la manca d'oxigen que les larves d'altres zigòpters, per això necessiten una quantitat d'oxigen suficient en l'aigua.
Aquesta sensibilitat fa que siguin bons bioindicadors de la qualitat d'aigua.
Aquesta espècie prefereix, a diferència d'altres zigòpters, les àrees més fresques i més ombrívoles de l'aigua. La temperatura òptima a l'estiu és entre 13 i 18 °C. En temperatures superiors a 22 °C s'observen lesions en les larves i també disminució de la capacitat d'eclosionar els ous. La raó principal és el contingut d'oxigen sota temperatures més altes. Algunes poblacions individuals poden aconseguir sobreviure a temperatures més altes.

### Hàbitat d'adult
L'hàbitat que els adults ocupen és proper a l'hàbitat de les larves. També es poden veure en clarianes dels boscos, però rarament en basses grans. En els llocs de descans necessiten arbres i arbustos, i també es paren en la part alta de plantes herbàcies com l'ortiga gran.
A l'hora de reproduir-se i pondre els ous busquen aigües fresques i ombrívoles amb un corrent més o menys fort amb vegetació.

## Comportament
Els mascles són territorials, parant-se sobre plantes i arbres. Empaiten altres insectes que passen, retornant sovint a la mateixa perxa. Els mascles poden anar lluny d'aigua. Les femelles viuen lluny de l'aigua, llevat de quan han de pondre ous o buscar un mascle.
Els mascles sexualment madurs ocupen territoris que defensen contra altres mascles. La defensa consisteix majoritàriament en gestos amenaçadors. Les àrees òptimes corresponen als llocs de posta òptims per les femelles i es caracteritzen per un flux normalment augmentat i un adequat substrat per a poder pondre. La mida de les zones territorials depèn de la densitat de la població així com les característiques de l'aigua i pot ser entre diversos metres i uns quants decímetres. Altres mascles sense zona es poden mantenir en la vegetació de la riba i provar d'aparellar-se amb femelles que volin o bé omplir altres àrees vacants. Quan hi ha pocs mascles la defensa territorial és molt agressiva; amb un nombre més alt de mascles competidors les agressions disminueixen significativament.

### Vol

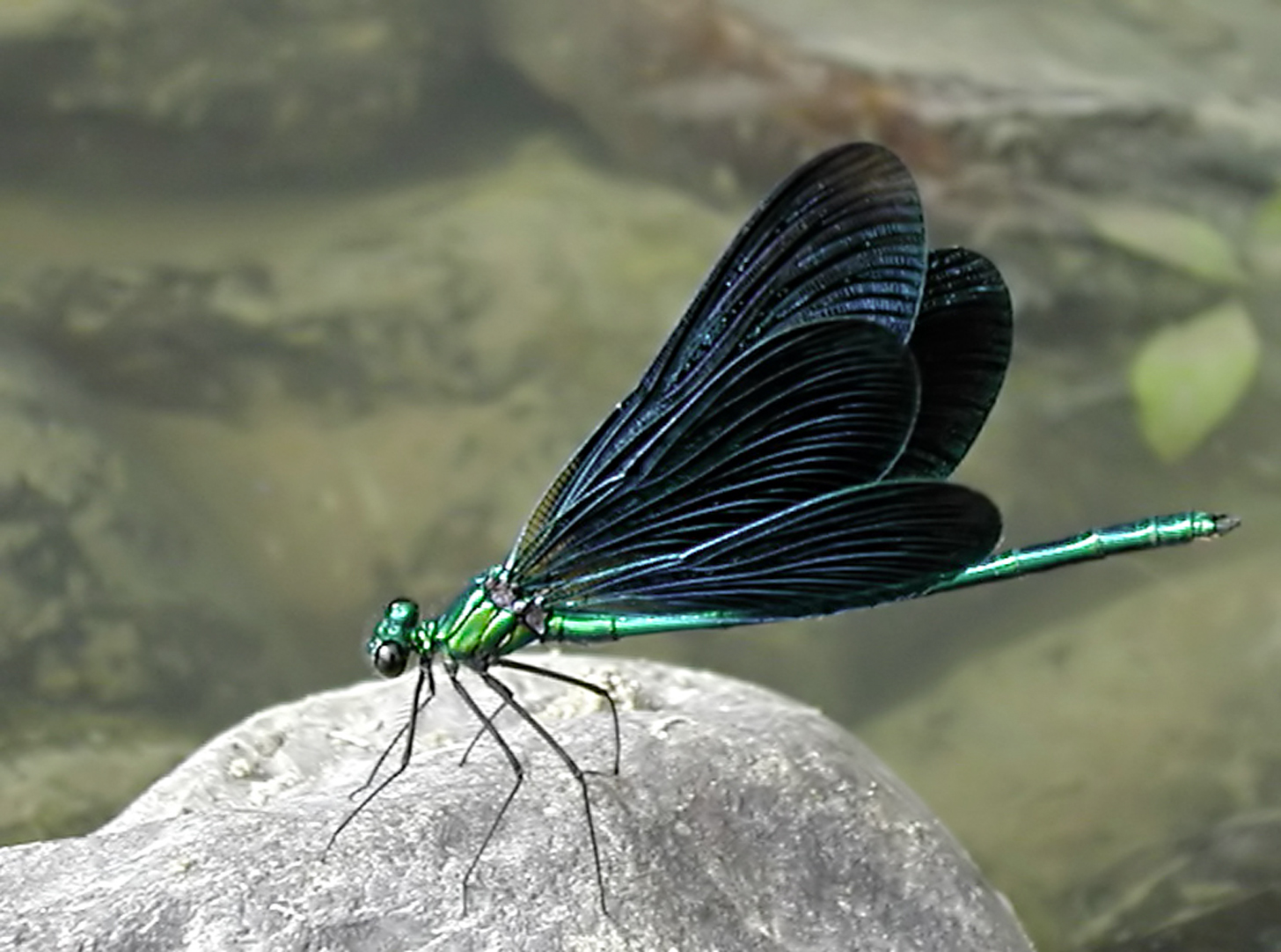
Mascle a punt de volar

Els primers adults de damisel·les blaves emergeixen, depenent del temps, des de finals d'abril fins al final de setembre. La transformació de les larves en adults no és massiva i dura tota l'estació. Les libèl·lules emergeixen deixant la closca larval (exúvia) enganxada a la vegetació que envolta l'aigua. Els adults viuen només una estació, aproximadament uns 40 a 50 dies.
Els mascles d'aigües assolellades es queden tot el dia prop de l'aigua. Les femelles volen per damunt durant el dia, cercant aigües amb llocs adequats per fer la posta. A la nit es queden entre la vegetació d'aquests llocs.
El radi d'acció on crien, cacen i es mouen és en els mascles d'uns 20 –100 metres; en canvi s'han observat femelles volant distàncies de fins a 6 km per dia.

### Còpula i posta

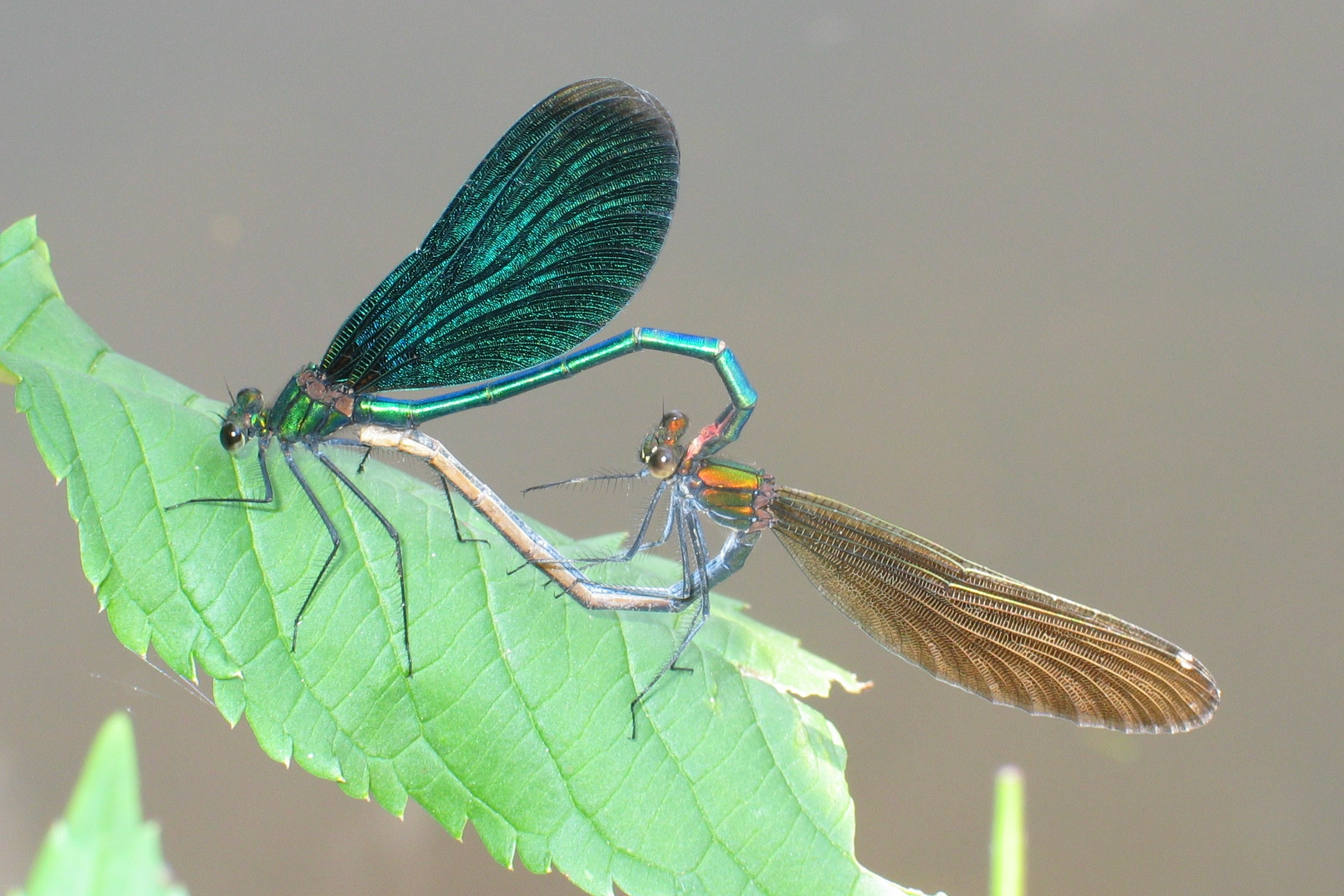
Còpula

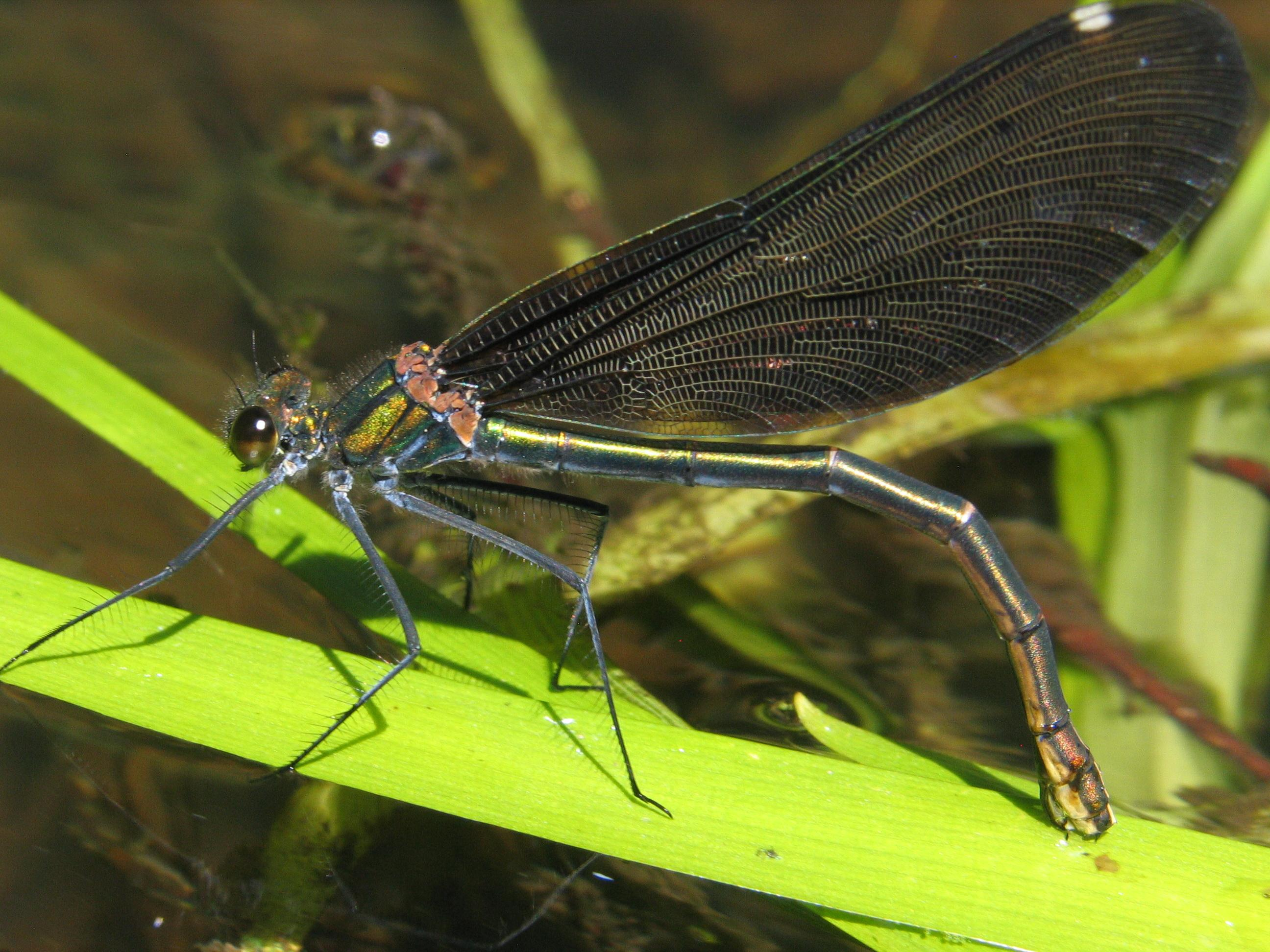
Femelles durant la posta

Les femelles volen sobre l'aigua, sempre a la recerca de llocs apropiats per pondre, a través dels territoris dels mascles. Els mascles reconeixen les femelles per les reflexions de les ales en moviment i volen cap a elles una vegada que han entrat en el seu territori. El mascle porta la femella als llocs de la posta en cercles sobre l'aigua. La còpula pot durar entre 40 segons i 5 minuts. Després de l'aparellament, el mascle allibera la femella i li mostra el lloc de posta; la femella roman quieta durant uns segons i després segueix el mascle. Els ous són dipositats en les tiges de les plantes aquàtiques al nivell de l'aigua i per sota, on la femella pot submergir-se fins a 90 minuts. Va ponent els ous amb l'ovipositor gairebé verticalment sobre les tiges. Mentre la femella fa la posta, el mascle la defensa d'altres mascles. Tots dos sexes s'aparellen diverses vegades al dia durant diverses setmanes fins a la seva mort.

### Desenvolupament larval i vida de larves
Els ous, on els embrions es desenvolupen, fan aproximadament 1.2 mil·límetres de llarg i uns 0.2 mil·límetres d'ample. Dins de l'ou té lloc el desenvolupament embrionari de la damisel·la blava. L'embrió creix dins l'ou entre 20 dies i un mes.
El desenvolupament de la larva dura normalment gairebé dos anys.
Durant tot aquest temps s'alimenten principalment de larves d'insectes (mosques negres, efímeres, plecòpters i amfípodes) .

## Conservació

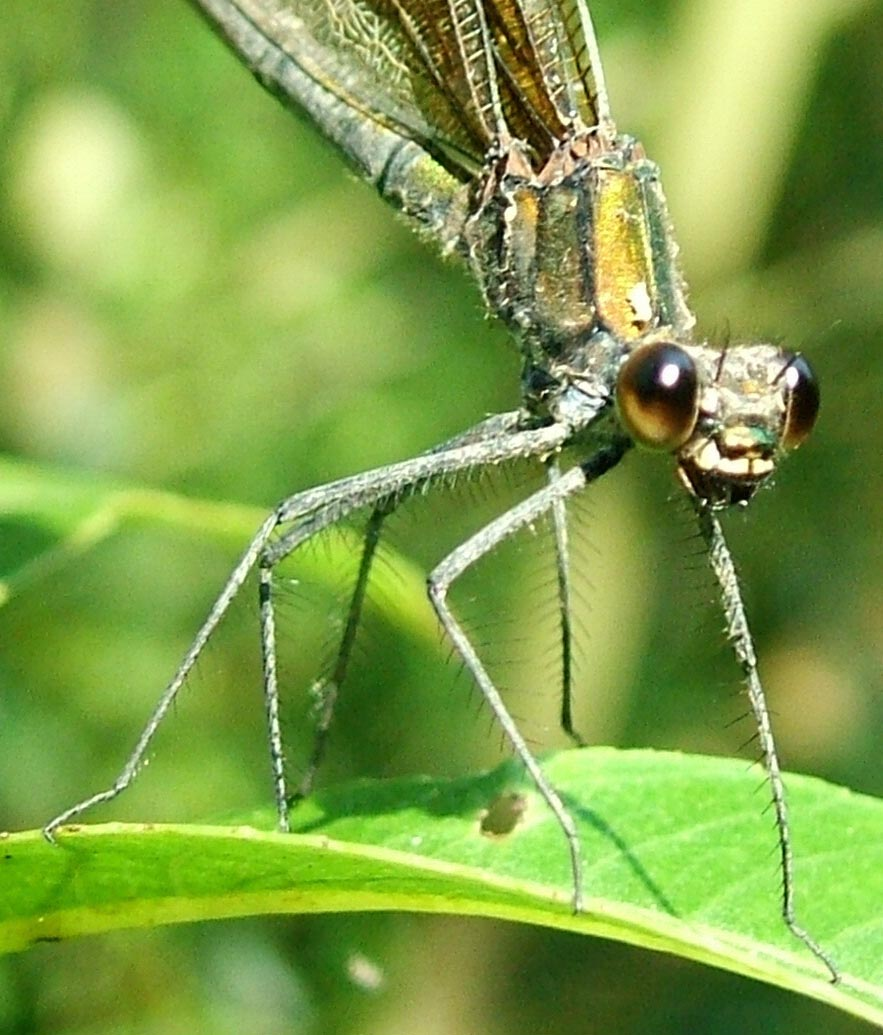
Detall d'una femella

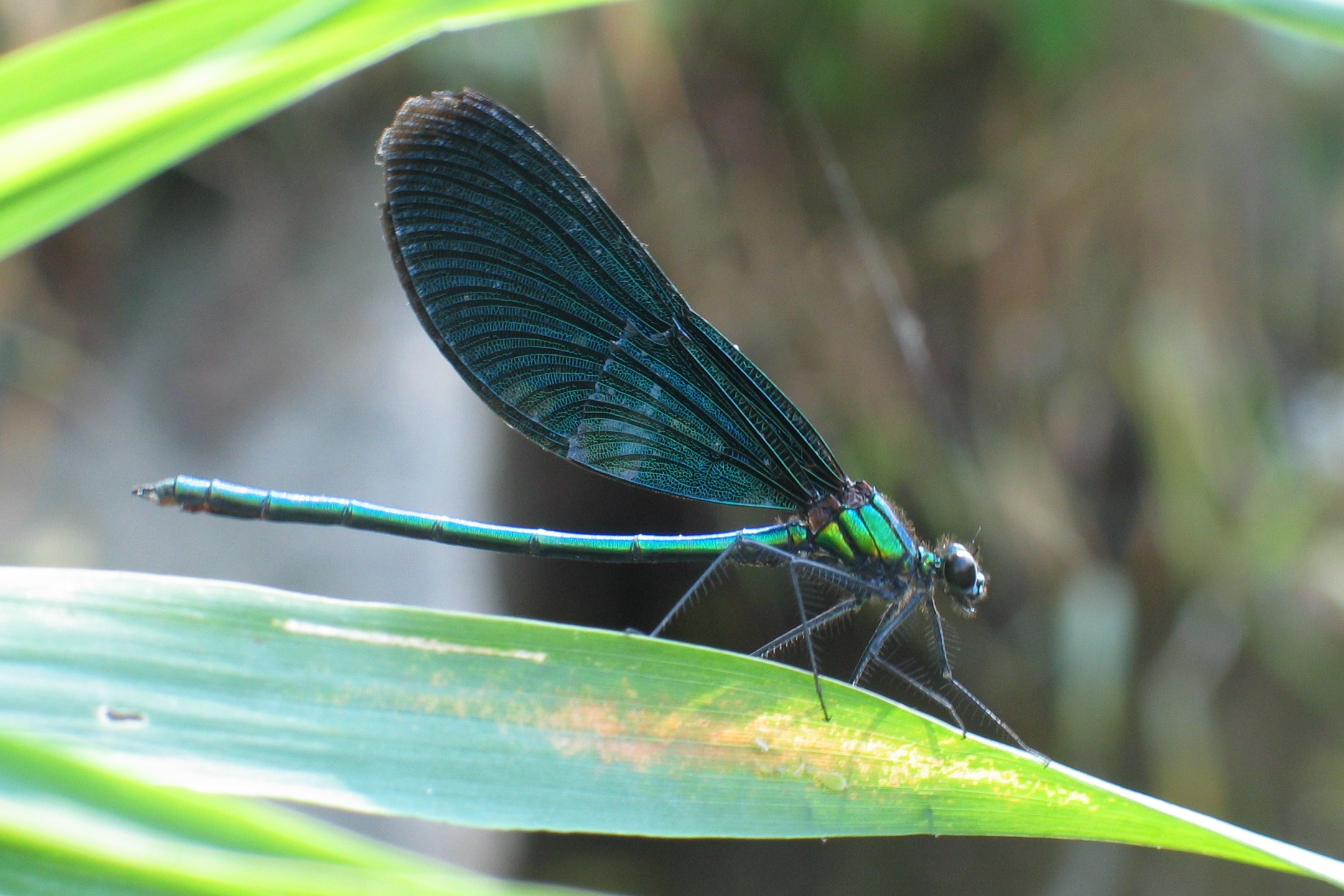
Mascle

A causa dels seus requisits ecològics només trobarem les larves només en aigües netes i ben oxigenades.
Un altre factor important és l'abundància plantes aquàtiques.